# T4 (hudební skupina)
T4 byla česká rocková superskupina, která vznikla v lednu 2002. V roce 2005 vydala skupina své doposud jediné album s názvem Pár tonů a slov. Kapela ukončila činnost v roce po odchodu Romana Dragouna v 2019  , zbývající členové založili skupinu Prak .

## Diskografie
- Pár tónů a slov

## Členové
- Roman Dragoun (Klávesy, zpěv)
- Vladimír "Guma" Kulhánek (Baskytara)
- Stanislav "Klásek" Kubeš (Kytara, zpěv)
- Martin Kopřiva (Bicí)